# آندریا کویونژیچ
آندریا کویونژیچ (کرواتی: Andrija Kujundžić؛ ۲۹ نوامبر ۱۸۹۹ – ۱۱ اکتبر ۱۹۷۰) بازیکن فوتبال اهل یوگسلاوی بود.
وی همچنین در تیم ملی فوتبال یوگسلاوی بازی کرده‌است.